# منصور (فیلم)
منصور با نام قبلی اوج ۱۱۰ فیلمی به کارگردانی و نویسندگی سیاوش سرمدی و تهیه‌کنندگی جلیل شعبانی محصول ۱۳۹۹ است. این فیلم که بخشی از زندگی منصور ستاری، فرمانده پیشین نیروی هوایی ایران را روایت می‌کند، نخستین بار در جشنوارهٔ فیلم فجر به نمایش درآمد و از ۱۹ آبان ۱۴۰۰ در سینماهای ایران اکران شد.

## داستان
تیمسار ستاری با جدیت به دنبال هواپیماهای جنگی است تا بتواند رزمنده‌ها را تجهیز کند. در ابتدا آن‌ها با کارخانه ساخت هواپیما همکاری می‌کردند و صرفاً قطعات وارد شده از خارج از کشور را مونتاژ می‌کردند. اما این کارخانه با کارشکنی‌هایش باعث کند شدن و حتی توقف کار آن‌ها و نرسیدن هواپیماها به خلبانان ارتش شده بود. تیمسار ستاری و تیمش ابتدا برای وارد کردن چند هواپیمای جنگی اقدام کردند که بخاطر حمله آمریکایی‌ها به هواپیماها و بمباران آن‌ها، با شکست مواجه شد. تیمسار ستاری به تیمش دستور داد که با داشته‌ها و دانش خودشان قطعات مورد نیاز هواپیماها را در یکی از سوله‌های ارتش، تولید کنند. در ابتدا هیچ‌کس به تصمیم او اطمینان نداشت و آن‌ها این کار را غیرممکن می‌دانستند. تمام طول فیلم تماشاگر شاهد تلاش‌های ستاری برای پیدا کردن راه خودکفایی است.

## بازیگران
- محسن قصابیان در نقش منصور ستاری
- علیرضا زمانی‌نسب در نقش غلام‌پور
- حمیدرضا نعیمی در نقش صفدری
- مهدی کوشکی در نقش مهندس ثنایی
- لیندا کیانی در نقش حمیده همسر ستاری
- سید جواد هاشمی در نقش لقمان
- قاسم زارع در نقش حشمت‌زاده
- اتابک نادری در نقش هاشمی رفسنجانی

## جوایز و نامزدی‌ها
| سال  | جشنواره                          | بخش                      | نامزد        | نتیجه    | منبع  |
| ---- | -------------------------------- | ------------------------ | ------------ | -------- | ----- |
| ۱۳۹۹ | سی و نهمین دوره جشنواره فیلم فجر | بهترین جلوه‌های ویژه بصری | محمد برادران | نامزدشده |       |
| ۱۳۹۹ | سی و نهمین دوره جشنواره فیلم فجر | بهترین کارگردان اول      | سیاوش سرمدی  | نامزدشده |       |
| ۱۴۰۰ | چهلمین دوره جشنواره فیلم فجر     | بهترین عکس               | حبیب مجیدی   | برنده    |       |
| ۱۴۰۰ | چهلمین دوره جشنواره فیلم فجر     | بهترین پوستر             | محمد تقی‌پور  | نامزدشده |       |
| ۱۴۰۱ | هفتمین جایزه هنر انقلاب          | چهره برگزیده سینما       | سیاوش سرمدی  | برنده    | [ ۳ ] |